# Charlie w parku
Charlie w parku (ang. In the Park) − amerykański film niemy z 1915 roku, w reżyserii Charliego Chaplina. 

## Obsada
- Charlie Chaplin – Charlie
- Edna Purviance – niańka
- Lloyd Bacon – sprzedawca kiełbas
- Ernest Van Pelt – policjant
- Billy Armstrong – złodziej
- Bud Jamison – sympatia niańki
- Margie Reiger – koleżanka
- Leo White – elegancki uwodziciel